# 征平・宮根のヨソ様の事情
『征平・宮根のヨソ様の事情』（しょうへい・みやねのヨソさまのじじょう）は、2005年4月19日から同年9月までテレビ大阪で放送されていた情報バラエティ番組。放送時間は毎週火曜 20:00 - 20:54 （日本標準時）、プロ野球中継がある日には放送を休止。

## 概要
元関西テレビアナウンサーの桑原征平と元朝日放送アナウンサーの宮根誠司が務めていた番組で、毎回あるテーマに沿ったレポートとスタジオトークを展開していた。扱う内容は、結婚・離婚問題・性転換などの硬派なものから、芸能界・地域情報などのソフトなものまで多種多様だった。
番組は2005年秋の改編を機に同時間帯での放送を終了し、日曜昼の時間帯へ移動。以後は『征平・宮根のクチコミぃ!?』と題して放送された。後番組はテレビ東京製作の『三宅式こくごドリル』。